# Indy Grand Prix of Alabama 2024
Der Indy Grand Prix of Alabama 2024 (offiziell Children's of Alabama Indy Grand Prix) im Barber Motorsports Park, fand am 28. April 2024 statt und ging über eine Distanz von 90 Runden à 3,83 km. Es war der dritte Lauf zur IndyCar Series 2024.

## Bericht
Auf der Pole-Position startend bog Scott McLaughling (Team Penske) in die erste Kurve ein. Sein Teamkollege Will Power war nach der ersten Runde auf dem zweiten Platz, dahinter Christian Lundgaard (Rahal Letterman Lanigan). Hinten im Feld gab es einen Zwischenfall mit Sting Ray Robb (A. J. Foyt Racing) und Jack Harvey (Dale Coyne Racing) bei dem sich beide Autos drehten, eine Gelbphase musste deshalb nicht ausgerufen werden. Der Arrow-McLaren-Pilot Pato O’Ward drehte sich in der zweiten Runde, das Rennen konnte trotzdem unter Grün weitergeführt werden. Zum ersten Mal gab es Gelb, als sich O’Ward mit Pietro Fittipaldi (Rahal, Letterman Lanigan) anlegte, was für Fittipaldi im Reifenstapel endete. Da O’Ward der Unfallverursacher war, bekam er eine Boxendurchfahrtsstrafe. Das Fahrerfeld wurde einige Male durchgemischt wegen den Boxenstopps. Einige Fahrer waren mit einer anderen Strategie unterwegs als der spätere Sieger McLaughling. Insgesamt gab es vier Gelbphasen, die zweite nach einem Hinterradverlust von Alexander Rossi (Arrow McLaren) nach einem Boxenstopp. Dann fuhr Robb in der ersten Kurve gerade aus weil sich das Steuerrad gelöst hatte. Zum letzten Mal Gelb gab es fünf Runden vor Schluβ, da sich Christian Rasmussen (Ed Carpenter Racing) gedreht hatte. Nach 90 Rennrunden fuhr McLauglin souverän durchs Ziel als Sieger mit einem perfekten Wochenende, da er auch die schnellste Rennrunde gedreht hatte. Als zweiter auf das Siegerpodest steigen konnte Power und dahinter zum ersten Mal unter den ersten drei Linus Lundqvist im Auto von Chip Ganassi Racing. In der Gesamtwertung führte nun Colton Herta (Platz 8, Andretti Global) mit einem Punkt Vorsprung auf Power (100 Punkte) die Tabelle an. Dahinter folgten Alex Palou und Scott Dixon (beide Chip Ganassi Racing) mit 98 und 94 Punkten.

## Meldeliste
| Startnummer | Fahrer              | Team                             | Motor     |
| ----------- | ------------------- | -------------------------------- | --------- |
| 14          | Santino Ferrucci    | A. J. Foyt Racing                | Chevrolet |
| 41          | Sting Ray Robb      | A. J. Foyt Racing                | Chevrolet |
| 26          | Colton Herta        | Andretti Global / Curb-Agajanian | Honda     |
| 27          | Kyle Kirkwood       | Andretti Global                  | Honda     |
| 28          | Marcus Ericsson     | Andretti Global                  | Honda     |
| 5           | Pato O’Ward         | Arrow McLaren                    | Chevrolet |
| 6           | Théo Pourchaire     | Arrow McLaren                    | Chevrolet |
| 7           | Alexander Rossi     | Arrow McLaren                    | Chevrolet |
| 4           | Kyffin Simpson      | Chip Ganassi Racing              | Honda     |
| 8           | Linus Lundqvist     | Chip Ganassi Racing              | Honda     |
| 9           | Scott Dixon         | Chip Ganassi Racing              | Honda     |
| 10          | Alex Palou          | Chip Ganassi Racing              | Honda     |
| 11          | Marcus Armstrong    | Chip Ganassi Racing              | Honda     |
| 18          | Jack Harvey         | Dale Coyne Racing                | Honda     |
| 51          | Luca Ghiotto        | Dale Coyne Racing                | Honda     |
| 20          | Christian Rasmussen | Ed Carpenter Racing              | Chevrolet |
| 21          | Rinus VeeKay        | Ed Carpenter Racing              | Chevrolet |
| 77          | Romain Grosjean     | Juncos Hollinger Racing          | Chevrolet |
| 78          | Agustín Canapino    | Juncos Hollinger Racing          | Chevrolet |
| 60          | Felix Rosenqvist    | Meyer Shank Racing               | Honda     |
| 66          | Tom Blomqvist       | Meyer Shank Racing               | Honda     |
| 15          | Graham Rahal        | Rahal Letterman Lanigan Racing   | Honda     |
| 30          | Pietro Fittipaldi   | Rahal Letterman Lanigan Racing   | Honda     |
| 45          | Christian Lundgaard | Rahal Letterman Lanigan Racing   | Honda     |
| 2           | Josef Newgarden     | Team Penske                      | Chevrolet |
| 3           | Scott McLaughlin    | Team Penske                      | Chevrolet |
| 12          | Will Power          | Team Penske                      | Chevrolet |

## Klassifikationen

### Freies Training 1
| Pos. | Nr. | Fahrer           | Team          | Motor     | Zeit      |
| ---- | --- | ---------------- | ------------- | --------- | --------- |
| 1    | 2   | Josef Newgarden  | Team Penske   | Chevrolet | 1:06.7045 |
| 2    | 5   | Pato O’Ward      | Arrow McLaren | Chevrolet | 1:06.7875 |
| 3    | 18  | Scott McLaughlin | Team Penske   | Chevrolet | 1:06.7914 |

### Freies Training 2
| Pos. | Nr. | Fahrer          | Team                    | Motor     | Zeit      |
| ---- | --- | --------------- | ----------------------- | --------- | --------- |
| 1    | 21  | Rinus VeeKay    | Ed Carpenter Racing     | Chevrolet | 1:06.5463 |
| 2    | 77  | Romain Grosjean | Juncos Hollinger Racing | Chevrolet | 1:06.5819 |
| 3    | 12  | Will Power      | Team Penske             | Chevrolet | 1:06.6099 |

### Qualifying
| Pos. | Nr. | Fahrer              | Team                             | Motor     | Zeit      | Zeit      | Zeit      | Zeit      | Startplatz |
| Pos. | Nr. | Fahrer              | Team                             | Motor     | Q1        | Q1        | Q2        | Q3        | Startplatz |
| Pos. | Nr. | Fahrer              | Team                             | Motor     | Gruppe 1  | Gruppe 2  | Q2        | Q3        | Startplatz |
| ---- | --- | ------------------- | -------------------------------- | --------- | --------- | --------- | --------- | --------- | ---------- |
| 1    | 3   | Scott McLaughlin    | Team Penske                      | Honda     |           | 1:05.8147 | 1:05.9344 | 1:05.9490 | 1          |
| 2    | 12  | Will Power          | Team Penske                      | Chevrolet |           | 1:06.0450 | 1:05.8765 | 1:06.0460 | 2          |
| 3    | 45  | Christian Lundgaard | Rahal Letterman Lanigan Racing   | Honda     |           | 1:06.2147 | 1:05.8130 | 1:06.0818 | 3          |
| 4    | 5   | Pato O’Ward         | Arrow McLaren                    | Chevrolet | 1:05.8193 |           | 1:06.0374 | 1:06.2940 | 4          |
| 5    | 60  | Felix Rosenqvist    | Meyer Shank Racing               | Honda     |           | 1:06.2483 | 1:06.0418 | 1:06.4524 | 5          |
| 6    | 11  | Marcus Armstrong    | Chip Ganassi Racing              | Honda     | 1:05.9767 |           | 1:05.9593 | 1:06.9022 | 6          |
| 7    | 15  | Graham Rahal        | Rahal Letterman Lanigan Racing   | Honda     | 1:05.9948 |           | 1:06.0942 |           | 7          |
| 8    | 2   | Josef Newgarden     | Team Penske                      | Chevrolet |           | 1:06.1385 | 1:06.2908 |           | 8          |
| 9    | 27  | Kyle Kirkwood       | Andretti Global                  | Honda     | 1:06.0350 |           | 1:06.2959 |           | 9          |
| 10   | 10  | Alex Palou          | Chip Ganassi Racing              | Honda     | 1:05.5862 |           | 1:06.3013 |           | 10         |
| 11   | 77  | Romain Grosjean     | Juncos Hollinger Racing          | Chevrolet | 1:06.0343 |           | 1:06.3526 |           | 11         |
| 12   | 66  | Tom Blomqvist       | Meyer Shank Racing               | Honda     |           | 1:06.4519 | 1:06.3871 |           | 12         |
| 13   | 9   | Scott Dixon         | Chip Ganassi Racing              | Honda     | 1:06.1425 |           |           |           | 13         |
| 14   | 20  | Christian Rasmussen | Ed Carpenter Racing              | Chevrolet |           | 1:06.4803 |           |           | 14         |
| 15   | 26  | Colton Herta        | Andretti Global / Curb-Agajanian | Honda     | 1:06.1481 |           |           |           | 15         |
| 16   | 7   | Alexander Rossi     | Arrow McLaren                    | Chevrolet |           | 1:06.5054 |           |           | 16         |
| 17   | 14  | Santino Ferrucci    | A. J. Foyt Racing                | Chevrolet | 1:06.2751 |           |           |           | 17         |
| 18   | 28  | Marcus Ericsson     | Andretti Global                  | Honda     |           | 1:06.5846 |           |           | 18         |
| 19   | 8   | Linus Lundqvist     | Chip Ganassi Racing              | Honda     | 1:06.2825 |           |           |           | 19         |
| 20   | 78  | Agustín Canapino    | Juncos Hollinger Racing          | Chevrolet |           | 1:06.6706 |           |           | 20         |
| 21   | 51  | Luca Ghiotto        | Dale Coyne Racing                | Honda     | 1:06.4788 |           |           |           | 21         |
| 22   | 18  | Jack Harvey         | Dale Coyne Racing                | Honda     |           | 1:06.7969 |           |           | 22         |
| 23   | 4   | Kyffin Simpson      | Chip Ganassi Racing              | Honda     | 1:06.5267 |           |           |           | 23         |
| 24   | 6   | Théo Pourchaire     | Arrow McLaren                    | Chevrolet |           | 1:06.9052 |           |           | 24         |
| 25   | 41  | Sting Ray Robb      | A. J. Foyt Racing                | Chevrolet | 1:06.8404 |           |           |           | 25         |
| 26   | 30  | Pietro Fittipaldi   | Rahal Letterman Lanigan Racing   | Honda     |           | 1:07.4920 |           |           | 26         |
| 27   | 1   | Rinus VeeKay        | Ed Carpenter Racing              | Chevrolet |           | 1:07.7392 |           |           | 27         |

### Endergebnis
| Pos. | Nr. | Fahrer                  | Rd. | Zeit/Rückstand | Boxenstopps | Führungsrunden | Punkte |
| ---- | --- | ----------------------- | --- | -------------- | ----------- | -------------- | ------ |
| 1    | 3   | Scott McLaughlin        | 90  | 1:56:45.7773   | 1           | 58             | 54     |
| 2    | 12  | Will Power              | 90  | 1.3194         | 2           | 1              | 41     |
| 3    | 8   | Linus Lundqvist (R)     | 90  | 2.4421         | 19          | 4              | 36     |
| 4    | 60  | Felix Rosenqvist        | 90  | 4.5109         | 5           | 1              | 33     |
| 5    | 10  | Alex Palou              | 90  | 5.3692         | 10          | 12             | 31     |
| 6    | 45  | Christian Lundgaard     | 90  | 6.0509         | 3           |                | 28     |
| 7    | 14  | Santino Ferrucci        | 90  | 6.6055         | 17          | 14             | 27     |
| 8    | 26  | Colton Herta            | 90  | 7.5124         | 15          |                | 24     |
| 9    | 11  | Marcus Armstrong        | 90  | 8.0375         | 6           |                | 22     |
| 10   | 27  | Kyle Kirkwood           | 90  | 8.5573         | 9           |                | 20     |
| 11   | 15  | Graham Rahal            | 90  | 9.0288         | 7           |                | 19     |
| 12   | 77  | Romain Grosjean         | 90  | 9.4495         | 11          |                | 18     |
| 13   | 18  | Jack Harvey             | 90  | 10.1269        | 22          |                | 17     |
| 14   | 4   | Kyffin Simpson (R)      | 90  | 10.4415        | 23          |                | 16     |
| 15   | 9   | Scott Dixon             | 90  | 11.3628        | 13          |                | 15     |
| 16   | 2   | Josef Newgarden         | 90  | 12.2355        | 8           |                | 14     |
| 17   | 21  | Rinus VeeKay            | 90  | 13.5092        | 27          |                | 13     |
| 18   | 28  | Marcus Ericsson         | 90  | 13.8437        | 18          |                | 12     |
| 19   | 66  | Tom Blomqvist           | 90  | 14.5751        | 12          |                | 11     |
| 20   | 78  | Agustin Canapino        | 90  | 14.6807        | 20          |                | 10     |
| 21   | 51  | Luca Ghiotto (R)        | 90  | 15.6809        | 21          |                | 9      |
| 22   | 6   | Theo Pourchaire (R)     | 89  | 1 Rd.          | 24          |                | 8      |
| 23   | 5   | Pato O’Ward             | 90  | 1 Rd.          | 4           |                | 7      |
| 24   | 20  | Christian Rasmussen (R) | 89  | 1 Rd.          | 14          |                | 6      |
| 25   | 7   | Alexander Rossi         | 60  | Mechanik       | 16          |                | 5      |
| 26   | 41  | Sting Ray Robb          | 54  | Unfall         | 25          |                | 5      |
| 27   | 30  | Pietro Fittipaldi       | 42  | Unfall         | 26          |                | 5      |

(R)=Rookie / 4 Gelbphasen für insgesamt 15 Rd. / alle Starter auf Firestone-Reifen